# Челични алхемичар (ТВ серија)
Челични алхемичар (јап. 鋼の錬金術師, Hagane no Renkinjutsushi, енгл. Fullmetal Alchemist) јапанска је аниме серија и делимична адаптација истоимене манге коју је написала и илустровала Хирому Аракава. Настала у продукцији студија Bones, Mainichi Broadcasting System (MBS), и Aniplex, серија је имала 51 епизоду и емитовала се у Јапану од октобра 2003, до октобра 2004. године. 
Као и у манги, серија прати Едварда и Алфонса Елрика, браћу која су неуспешно покушала да врате своју мајку у живот и као последицу тога изгубили делове тела. Аракава је затражила да анимациони студио осмисли сопствени крај јер је још увек радила на манги. Аниме је због тога након двадесетак епизода почео да се одваја од манге. Серија је имала наставак у виду филма који је изашао 2005. године. Неколико година касније, 2009, изашла је друга адаптација, „Челични алхемичар: Братство,“ која прати мангу.

## Радња
Прва половина серије покрива првих седам томова манге. Прича добија оригинални тон након што Мејз Хјуз умре. Данте је главни антагониста ове адаптације. Она је бесмртна захваљујући Камену мудрости; користи га да пребаци своју душу у млађа тела. Хоенхајм, отац браће Елрик и Дантеов бивши љубавник, је такође бесмртан, али га изједа кривица јер зна да се Камен мудрости прави од људских живота. Стога, он је престао да прави Камен и напустио Данте. Желећи да остане бесмртна, али бојећи се последица прављења Камена, она користи хомункулусе и подстиче браћу Елрик да га направе уместо ње.
Скар жртвује себе и 7000 војника да створи Камен мудрости, припајајући га за Алфонсов оклоп. Едвард одлази да га спаси, али га убија хомункулус Енви. Међутим, Алфонс користи Камен мудрости да га оживи, али у процесу нестаје заједно са Енвијем. Данте користи прилику да побегне, али је убија хомункулус Глатони. Едвард опет ризикује свој живот да врати Алфонса, али завршава у „нашем“ свету, у Минхену за време Другог светског рата. Алфонс као резултат тога добија своје оригинално тело назад, али у „њиховом“ свету. Како би се вратио брату, Едвард ради са инжињерима на ракети. Прича се завршава у наставку-филму, „Освајач Шамбале“. Друштво Туле је заинтересовано за Едвардов план, верујући да је „његов“ свет Шамбала. Завршавају у Аместрису и нападају га, али их браћа Елрик заустављају.

## Продукција
Док је прва аниме адаптација била у продукцији, Аракава је дозволила студију да ради независно од ње и да смисли свој крај. Желела је још времена да ради на манги, и било јој је драже да аниме има другачији крај. Свиделе су јој се идеје аниме студија и била је фасцинирана колико се порекло хомункулуса разликовало од манге. Иако није надгледала целу продукцију, Аракава је помагала студију са причом (детаљи о томе се могу видети у бонус садржају осмог тома манге). Рекла им је шта планира за крај манге, и помогла им је да смисле свој. Пошто је помагала аниме студију око продукције, није могла да посвети пуно времена илустровању насловних страна манге.

## Емитовање и дистрибуција
Серија је настала у продукцији студија Bones и копродукцији студија Mainichi Broadcasting System и Aniplex. Режију је радио Сеиђи Мизушима, сценарио Шо Акава, а дизајн ликова радио је Јошијуки Ито. Серија је имала 51 епизоду, које су се у Јапану емитовиале од октобра 2003, до октобра 2004. године на каналима MBS, TBS, и Animax, са процентом гледаности од 6.8. Аракава је помогла студију око света „Челичног алхемичара,“ али није писала сценарио.  је продавао серију на сету од 13 ДВД-јева у периоду од 17. децембра- 2003, до 26. јануара 2005. године. Од јануара 2009. године, студио Bones је продавао „архивски ДВД сет“ који је имао све епизоде, филм, музику и водиче.
Енглеску синхронизацију радио је студио Funimation. У Америци се од 6. новембра 2004. године пуштала на каналу Adult Swim. У Канади се емитовала од 3. марта 2006. године на каналу YTV, а у Уједињеном Краљевству на каналима Rapture TV и AnimeCentral. Канал Animax Asia је пуштао серију на Филипинима, у Индији и на подручју јужне Азије.
Funimation је продавао ДВД сетове у периоду од 8. фебруара 2005, до 12. септембра 2006. године. ДВД-ијеви су опет продавани 2009. и 2010. године. У Енглеској, лиценцу за ове сетове је држао MVM Films, али је Funimation касније предао лиценцу компанији Revelation Films. Компанија Anime Limited тренутно држи лиценцу у Енглеској, како за обичне, тако и за екслузивне ДВД сетове. Енглеска је требало да има сопствено ДВД издање, али је тај план од 2017. године на паузи. У Аустралији и Новом Зеланду, ДВД-јеве је продавала компанија Madman Entertainment.
Серија је имала пет Оригиналних видео анимација. ДВД са овим специјалима је продаван у издању из 2006. године, званом Fullmetal Alchemist: Premium Collection. Компанија Funimation је 2008. године синхронизовала то издање на енглески језик. Синхронизовани ДВД-јеви су се продавали од 4. августа 2009. године.
У Србији, прва адаптација се емитовала на каналу Хепи ТВ, између 2009-2010. године. Серија није била синхронизована, већ титлована и покривала је све епизоде.

### Филм
Серија је имала наставак у облику филма званог Fullmetal Alchemist the Movie: Conqueror of Shamballa („Челични алхемичар: Освајач Шамбале“). Филм је пуштен у јапанске биоскопе 23. јула 2005. године и прати Едвардове напоре да се из „нашег“ света врати у „свој“ где му је брат. Funimation је продавао овај филм на ДВД-ју од 12. септмебра 2006. године. Филм је код нас такође преведен; премијерно се приказивао на фестивалу Јапанизам 28. марта 2010. године.

### Музика
Музику прве адаптације компоновала је Мићиру Ошима. Уводну шпицу првих 13 епизода радио је бенд  (песма: Melissa). Ова песма користила се и за одјавну шпицу у првој епизоди, док је певачица Нана Китаде одрадила одјавну шпицу за епизоде 2-13 (песма: ). Уводну шпицу за епизоде 14-25 радио је бенд  (песма: ), а одјавну бенд YeLLOW Generation (песма: To the Other Side of the Door). За епзиоде 26-41, уводну шпицу радио је бенд  (песма: ), а одјавну певачица Кристал Кеј (песма: ). Уводну шпицу за епизоде 42-51 радио је бенд  (песма: ), а одјавну певачица Sowelu (песма: ).
Прва музичка колекција је у Јапану објављена 24. марта 2004. године. Колекција има 33 композиције, укључујући и уводне и одјавне шпице. Једна од песама из серије, руска песма „Браћа,“ је добила енглеску адаптацију (са Едвардовим енглеским гласовним глумцем, Виком Мињоном, као главним вокалом), премда незванично. Друга музичка колекција је објављена 15. децембра 2004. године и има тридесет композиција. Трећа колекција је објављена 18. маја 2005. године и има 27 композиција.
Четрнаестог октобра 2004, и 21. децембра 2005. године, објављене су још две колекције: Fullmetal Alchemist: Complete Best и Fullmetal Alchemist Hagaren Song File (Best Compilation). ДВД са бонус садржајем, еклузиван само за Америку, имао је музички видео за песму Indelible Sin, певачице Нане Китаде. Fullmetal Alchemist The Movie Conqueror Of Shamballa OST, колекција песама из филма, објављена је 20. јула 2005. године. Децембра 2004. године, у Токију и Осаки, одржан је концерт под називом Tales of Another Festival. ДВД концерта, назван Fullmetal Alchemist Festival—Tales of Another, пуштен је на тржиште 27. априла 2005. године.

### Остало
Серија је произвела три књиге са илустрацијама, односно артбука, под називом The Art of Fullmetal Alchemist: The Anime. Само је једну компанија Viz Media превела на енглески језик. Артбук друге адаптације, Fullmetal Alchemist Official Drawing Collection, такође је објављен у новемру 2010. године.
Серија је произвела и пет фан антологија, односно фанбукова, под називом TV Anime Fullmetal Alchemist Official Fanbooks. Сваки фанбук садржи информације о серији и интервјуе са особљем.

## Пријем
Прва аниме адаптација „Челичног алхемичара“ је у Јапану имала проценат гледаности од 6.8. Јапанска телевизијска станица TV Asahi је 2005. године направила „Топ 100“ онлајн анкету, како за подручје Јапана, тако и за интернационалну публику. „Челични алхемичар“ је на јапанском делу анкете заузео прво место, а на светском двадесето. Телевизијска станица је поновила анкету следеће године где је серија опет заузела прво место.
Серија је на америчком такмичењу Anime Awards победила у категоријама за „Дугу серију,“ „Најбоље ликове,“ „Најбољи дизајн ДВД омота,“ „Најбољу шпицу“ (због песме Rewrite, бенда Asian Kung-Fu Generation) и „Најбољег глумца“ (због Вика Мињоне који позајмљује Едварду глас у енглеској синхронизацији). Филм је такође био номинован. Серија је победила у већини анкета на 26. годишњем такмичењу Annual Animage Readers' Polls. Била је прва у категорији за „Омиљену аниме серију,“ „Омиљену епизоду“ (због седме епизоде), „Омиљеног мушког лика“ (Едвард Елрик), „Омиљеног женског лика“ (Риза Хокај), „Омиљену шпицу“ (Melissa, бенда Porno Graffitti) и „Омиљеног гласовног глумца/глумицу“ (Роми Парк, Едвардов глас у јапанској верзији). На такмичењу за Tokyo Anime Awards, серија је победила у категоријама за „Анимацију године“ (због филма), „Најбољу оригиналну причу“ (Хирому Аракава), и „Најбољу музику“ (Мићиру Ошима). На такмичењу из 2006. компаније About.com, серија је победила у категоријама за „Најбољу нову аниме серију“ и „Најбољу анимацију“.
IGN је на свом сајту доделио првој адаптацији 95. место на листи најбољих аниме серија, уз коментар да серија није само пуна акције, већ се бави дубокоумним темама. Рекли су такође да је „више од обичне аниме серије“ и „и моћна недељна драма“. Адаптација се појавила и на њиховој листи за аниме серије које заслужују да постану играни филм. Критичари су похвалили дизајн и препознатљивост ликова. Семјуел Арбогаст (Theanime.org) је рекао да су га нервирале флешбек сцене. Лори Ланкастер (Mania Entertainment) је рекла да је прича дивна, пишући: „то је микс трагичне приче о одрастању и Одисеје“. Ракла је још да: „има довољно и акције и драме. Овај аниме ће вероватно постати класик.“
Серија је имала и неке негативне рецензије. Марија Лин (animefringe.com) је изјавила да је серија „окована... превеликом сентименталношћу“. Критиковала је крај серије, рекавши: „ликови се уопште нису променили. Ништа није откривено. Серија је покушавала да нас убеди да браћа Елрик учи нешто на свом путовању, али то није истина јер упорно понављају исте грешке без... промене идеала. Игнорисали су поуку војника и то што је прихватио да је изгубио ногу.“
Разноврсност музике је добро прошла међу гледаоцима. Компанија DVDvisionjapan је изјавила да су уводне и одјавне шпице најбоље композиције у серији.

## Спољашњи извори
- Чланак о „Челичном алхемичару” на интернет порталу Серије+
- „Челични алхемичар” на Aniplex-овом сајту (на језику: јапански)
- „Челични алхемичар” на сајту Anime Central (на језику: енглески)
- „Челични алхемичар” на званичном сајту компаније  Архивирано на веб-сајту  (4. новембар 2013) (на језику: енглески)
- „Челични алхемичар” на IMDb-у (на језику: енглески)
- Серија „Челични алхемичар” на енциклопедији сајта Anime News Network (на језику: енглески)